# Nor Artik
Nor Artik – wieś w Armenii, w prowincji Aragacotn. W 2011 roku liczyła 478 mieszkańców.